# Поладов, Акрам Ниджат оглы
Поладов Акрам Ниджат оглы (род. 1964, Баку) — азербайджанский актёр, Народный артист Азербайджанской Республики (2018), лауреат Президентской премии.

## Биография
Акрам Поладов родился в 1964 году в городе Баку. Он окончил Бакинскую музыкальную академию и Академию оперы в Озимо, Италия. Является дипломантом международного вокального конкурса в Италии.
В 1988 году Акрам Поладов начал свою карьеру в Азербайджанском государственном академическом театре оперы и балета в качестве хориста. В 1991 году он был переведен на должность солиста. В настоящее время он является ведущим солистом театра.
Акрам Поладов создал множество запоминающихся образов в национальных и классических оперных постановках. Он исполняет различные партии на оперной сцене, что принесло ему широкую известность.
Кроме того, Акрам Поладов является солистом Государственной хоровой капеллы Азербайджана, исполняя арии и романсы из опер западных и русских композиторов.

## Награды
В 2002 году Акрам Поладов был удостоен звания Заслуженного артиста Азербайджанской Республики.
27 мая 2018 года ему было присвоено звание Народного артиста Азербайджанской Республики.
Акрам Поладов награждался Президентской премией в 2014, 2015, 2016, 2017, 2018, 2019, 2020, 2021, 2022, 2023, 2024 годах.